# Supercopa de Irak
La Supercopa de Irak (en árabe: كأس السوبر العراقي‎), fundada como la Copa de la perseverancia iraquí (en árabe: كأس المثابرة العراقي‎), es una competición anual de fútbol en Irak que enfrenta al campeón de la Liga Premier de Irak con el de la Copa de Irak. Si un mismo club gana la liga y la copa esa temporada, el rival será el segundo de la liga.

## Historia
La primera edición de la Supercopa de Irak fue en 1986, donde se enfrentaron el Al-Talaba y el Al-Rasheed, campeón y subcampeón de la liga iraquí de 1985–86.
Tras diez años de ausencia, el torneo se retomó en 1997. 
No se disputó entre 2003 y 2016, regresando en 2017.

## Resultados
| Ed.                             | Temporada | Campeón           | Resultado     | Subcampeón        |
| ------------------------------- | --------- | ----------------- | ------------- | ----------------- |
| Copa de la perseverancia iraquí |           |                   |               |                   |
| 1                               | 1986      | Al-Rasheed        | 2-1           | Al-Talaba         |
| -                               | 1987-1996 | No se disputó     | No se disputó | No se disputó     |
| 2                               | 1997      | Al-Quwa Al-Jawiya | 3-1           | Al-Zawraa         |
| 3                               | 1998      | Al-Zawraa         | 1-0           | Al-Shorta         |
| 4                               | 1999      | Al-Zawraa         | 2-2 (5-4 pen) | Al-Talaba         |
| 5                               | 2000      | Al-Zawraa         | 1-0           | Al-Quwa Al-Jawiya |
| 6                               | 2001      | Al-Quwa Al-Jawiya | 1-0           | Al-Zawraa         |
| 7                               | 2002      | Al-Talaba         | 2-1           | Al-Quwa Al-Jawiya |
| Supercopa de Irak               |           |                   |               |                   |
| 8                               | 2017      | Al-Zawraa         | 1-1 (3-0 pen) | Al-Quwa Al-Jawiya |
| -                               | 2018      | No disputada      | No disputada  | No disputada      |
| 9                               | 2019      | Al-Shorta         | 1-1 (4-3 pen) | Al-Zawraa         |
| -                               | 2020      | No disputada      | No disputada  | No disputada      |
| 10                              | 2021      | Al-Zawraa         | 1-0           | Al-Quwa Al-Jawiya |
| 11                              | 2022      | Al-Shorta         | 1-0           | Al-Karkh          |